# Patinoire de Graben
La Patinoire de Graben è una pista di ghiaccio situata a Sierre, nel canton Vallese, in Svizzera, con una capacità di 4500 posti.
Principalmente veniva utilizzata dall'Hockey Club Sierre, ora club sciolto, per le partite di hockey su ghiaccio.